# Pleocoma minor
Pleocoma minor is een keversoort uit de familie Pleocomidae. De wetenschappelijke naam van de soort is voor het eerst geldig gepubliceerd in 1938 door Linsley.